# Withernwick
Withernwick är en by och en civil parish i kommunen East Riding of Yorkshire i England. Orten har 453 invånare (2011). Byn nämndes i Domedagsboken (Domesday Book) år 1086, och kallades då Widforneuui(n)c/Wit(h)forneuuinc.